# Giovanni Rafanelli
Giovanni Rafanelli (ur. 1443 w Ferrarze, zm. 1515 w Rzymie) – włoski dominikanin, teolog i inkwizytor Ferrary w latach 1481–1484 i 1486–1514, Mistrz Świętego Pałacu w latach 1503–1515. Nosił przydomek Zanetto.

## Życiorys
Giovanni Rafanelli urodził się w Ferrarze w 1443 i wstąpił do miejscowego konwentu dominikanów, gdzie w 1465 został wyświęcony na diakona, a rok później na kapłana. W latach 1468–1470 był bakałarzem sentencji w konwencie S. Agostino w Padwie. W 1471 uzyskał tytuł magistra teologii na Uniwersytecie w Ferrarze, po czym został włączony do kolegium doktorów tego Uniwersytetu. Kilkakrotnie pełnił funkcję dziekana wydziału teologicznego Uniwersytetu w Ferrarze, a nadto był nauczycielem w dominikańskim studium generale w Ferrarze. W latach 1477–1480 pełnił urząd przeora konwentu S. Domenico w Ankonie, po czym powrócił do pracy na Uniwersytecie w Ferrarze.
18 czerwca 1481 papież Sykstus IV mianował Rafanelliego inkwizytorem Ferrary, udzielając mu jednocześnie dyspensy z powodu nieukończenia jeszcze czterdziestego roku życia. Nominację tę zawdzięczał przyjaźni z księciem Ferrary Ercole d’Este, natomiast nie spotkała się ona z aprobatą władz zakonu dominikańskiego. Po śmierci Sykstusa IV (12 sierpnia 1484) generał zakonu dominikanów Bartolomeo Commazio podjął próbę odwołania go ze stanowiska i pod koniec 1484 mianował na jego miejsce innego dominikanina Vincenzo Mentiniego. Jednakże protekcja ze strony księcia udaremniła ostatecznie te wysiłki. Mentini w ogóle nie objął urzędu, wobec czego Bartolomeo Commazio mianował jeszcze innego dominikanina Giacomo d'Ognissanti (4 marca 1485), jednak ostatecznie na początku 1486 Rafanelli ponownie objął urząd inkwizytora Ferrary, co cztery lata później definitywnie potwierdził kolejny generał zakonu Gioacchino Torriani. W międzyczasie, w listopadzie 1485, przebywał w Rzymie, gdzie wygłosił kazanie na pogrzebie kardynała Giovanniego d’Aragony, brata księżnej Ferrary Eleonory
W latach 1489–1500 był przeorem konwentu S. Domenico w Ferrarze. Dzięki swym koneksjom z dworem książęcym rozbudował i upiększył konwent. W 1494 i 1498 był gospodarzem kapituł generalnych zakonu dominikańskiego. 
Na przełomie 1501/02 Rafanelli ponownie przebywał w Rzymie jako członek delegacji księcia Ferrary na uroczystości ślubne syna księcia Alfonsa z córką papieża Aleksandra VI Lukrecją Borgia.
15 maja 1503 papież Aleksander VI mianował Rafanelliego Mistrzem Świętego Pałacu, co wiązało się z koniecznością przeniesienia się na stałe na dwór papieski w Rzymie. Jednocześnie przez długi czas pozostawał tytularnym inkwizytorem Ferrary. Został odwołany z tego stanowiska dopiero w marcu 1514 przez generała zakonu Tommaso de Vio, na życzenie księcia Alfonsa d’Este i księżnej Lukrecji, którzy uznali, że wobec jego stałej absencji konieczne jest mianowanie na inkwizytora zakonnika recydującego na stałe w Ferrarze.
Giovanni Rafanelli zachował urząd Mistrza Świętego Pałacu pod rządami kolejnych papieży i sprawował go aż do śmierci. Zmarł w wieku 72 lat. Podobno pozostawił po sobie kilka dzieł historycznych, jednak żadne z nich nie przetrwało do czasów współczesnych.